# Готель Централь
«Готель Централь» – роман Наталки Білоцерківець, опублікован в 2004 році видавництвом Кальварія.

## Опис книги
Роман “Готель Централь” відзначається душевною глибиною, вмінням авторки доторкнутися до проблем сучасного суспільства, а також майстерністю в описі переживань та емоцій героїв. Книга розкриває тему пошуку сенсу життя, самореалізації та перетворення через страждання та втрати.

## Видання
- 2004 рік — видавництво «Кальварія».